# Przed świtem (powieść)
Przed świtem (ang. Breaking Dawn) – powieść dla młodzieży autorstwa Stephenie Meyer. Przed świtem jest ostatnim, finałowym tomem sagi opowiadającej historię miłości dziewczyny Belli Swan i wampira Edwarda Cullena. W latach 2011– 2012 został wydany film Saga „Zmierzch”: Przed świtem. Podzielono go na dwie części.

## Opis fabuły
Przygotowania do ślubu idą pełną parą. Bella martwi się zniknięciem Jacoba. Noc przed ślubem Bella spędza samotnie, ponieważ Emmett i Jasper zabierają Edwarda na wieczór kawalerski. Bella i Edward pobierają się, a na ślubie pojawia się Jacob. Zostaje jednak zmuszony do opuszczenia wesela, gdy dowiaduje się o planach Belli i Edwarda, które bardzo go zdenerwowały. Nowożeńcy wyjeżdżają na miesiąc miodowy na wyspę, którą Carlisle podarował Esme. Tam też przeżywają swój pierwszy raz. Jednak ich miesiąc miodowy kończy się, kiedy Bella dowiaduje się, że zaszła w ciążę. Edward jest zszokowany. Wszyscy namawiają Bellę, aby usunęła dziecko. Dziewczyna się jednak na to nie zgadza, a Rosalie, Esme i Emmett stają po jej stronie. Belli towarzyszy Jacob. Gdy inne wilkołaki dowiedziały się, że ma urodzić się mieszane dziecko, postanowiły zabić Bellę. Jacob, aby do tego nie dopuścić, opuszcza sforę Sama i ostrzega Cullenów. Podąża za nim Seth oraz jego siostra. Razem tworzą nową sforę pod przywództwem Jacoba. Z upływem czasu Bella czuje się coraz gorzej. Dziewczyna musi pić krew, aby dotrwać do końca ciąży, w czasie której dziecko łamie jej żebra i zadaje inne dotkliwe rany. Jej stan szybko pogarsza się, ciąża rozwija się niespodziewanie szybko. To sprawia, że Edward początkowo nienawidzi nienarodzonego jeszcze dziecka, później jednak, słysząc jego myśli (dziecko kocha Bellę, wprost ją uwielbia), zmienia zdanie. Kiedy Bella chce podnieść kubek z krwią, który jej upadł, odrywa się łożysko, więc trzeba natychmiast przeprowadzić operację. W trakcie porodu dziecko, silnym kopnięciem, łamie jej kręgosłup. Edward przecina brzuch Belli i przegryza błonę owodniową, która jest twarda niczym skóra wampira. Na świat przychodzi córeczka – Renesmee. Edward, widząc że Bella umiera, wstrzykuje jad w jej serce i w większe żyły, po czym liże rany, by nie traciła krwi. Operacja udaje się, dziewczyna staje się wampirem. Dla Belli wszystko jest nowe, ale szybko okazuje się, że ma niecodzienną samokontrolę, która u wszystkich wywołuje szok i podziw. Zaraz po przemianie Edward zabrał Bellę na jej pierwsze polowanie. Belli udaje się upolować pumę. Wkrótce okazuje się, że Renesmee posiada nadprzyrodzoną moc – potrafi pokazywać swoje wspomnienia, prośby, żądania za pomocą obrazów. Dziecko jest także nadzwyczaj inteligentne i nadzwyczaj szybko się rozwija. Dziewczynka jest niezwykle podobna do Belli i Edwarda. Nikt nie pozostaje obojętny na urok dziecka. Wkrótce okazuje się, że mała dziewczynka jest obiektem wpojenia Jacoba (wpojenie – uczucie wilkołaka do innej istoty, niezwykle silne). Gdy Bella po raz pierwszy dowiedziała się o tym fakcie zareagowała gniewem. Zaatakowała Jacoba. Złamała bark Sethowi broniącemu swojego przywódcy.
Gdy obcy wampir, Irina, z klanu mieszkającego na północy w Denalii, dostrzega Renesmee w lesie, bierze ją za „nieśmiertelne dziecko” (małe dziecko zamienione w wampira) – niezgodne z prawem ustanowionym przez Volturi. Zawiadamia Aro, Kajusza i Marka we Włoszech o zaistniałym incydencie. Kiedy wiadome jest, że dojdzie do starcia z Volturi, w którym wszyscy mają zginąć, nagle Alice i Jasper znikają. Pozostawiają list, w którym przepraszają, że nie mogą zostać. Alice, w tajemnicy przed Edwardem (aby Aro nie mógł odczytać tego z jego myśli), zostawia Belli adres, który doprowadza dziewczynę do fałszerza dokumentów, Jaya. Jacob i Nessie (zdrobnienie od Renesmee, nie podoba się Belli, ponieważ kojarzy jej się z potworem z Loch Ness) mieliby z pomocą tych dokumentów uciec w bezpieczne miejsce. Cullenowie zwołują swoich znajomych z całego świata, którzy mają potwierdzić to, że dziecko Belli i Edwarda rozwija się i nie jest tym za kogo je uważają Volturi. Bella odkrywa swoją nową moc – może wytwarzać tarczę, która chroni przed innymi nadprzyrodzonymi umiejętnościami, rozciągać ją i zmieniać jej kształt. Gdy dochodzi do spotkania z Volturi, Carlisle przekonuje wrogie wampiry o pomyłce. Irina za fałszywe zeznania zostaje zabita przez Kajusza. Kajusz ma zamiar w ten sposób doprowadzić do walki prowokując siostry Iriny. Volturi nie mają pewności co wyrośnie z Renesmee. Nagle pojawia się Alice z Jasperem oraz 150-letni pół wampir, pół człowiek, Nahuel. Żył on dotychczas razem z ciotką, którą uczynił wampirem zaraz po swoim urodzeniu. Jego matka nie przeżyła porodu. Z jego pomocą Cullenowie przekonują ich, że Renesmee nie jest jedynym takim przypadkiem i nie stanowi niebezpieczeństwa dla reszty wampirów. Volturi, nie mając argumentów, by ukarać Cullenów, zawieszają broń i rozstają się w pokoju. Edward mówi, że Aro tylko dlatego zrezygnował ze swego planu zniszczenia Cullenów, bo bał się Belli. Bella bowiem zdołała rozciągnąć tarczę na wszystkich, którzy przybyli bronić Cullenów. Uniemożliwiało to wykorzystanie talentów wampirów służących Volturi. Dotychczas w takich przypadkach Alec sprawiał, że podsądni czekali na wyrok Volturi całkowicie unieszkodliwieni. Dzięki temu od wielu lat Volturi nie musieli staczać normalnych bitew. Teraz wobec nowej dla nich sytuacji (perspektywa dużych strat we własnych szeregach, a nawet i przegranej) zrezygnowali. Volturi obawiali się także wilkołaków. Widok 16 basiorów wchodzących na polanę sprawił, że się zatrzymali. Szczególnie bał się ich Kajusz. Kiedyś bowiem o mało nie przegrał z nimi walki i od tej pory tępi je bezlitośnie. Edward uważa, że kiedyś Volturi jednak powrócą. Cullenowie świętują. Bella udaje się z Edwardem i córką do ich domku nad rzeką. Okazuje się, że Bella jest w stanie ukazać swoje myśli Edwardowi, „opuszczając” swoją tarczę. Są szczęśliwi i żyją razem przez wieczność. W książce zostały umieszczone trzy księgi: I pisana z perspektywy Belli, II pisana z perspektywy Jacoba i III – pisana również z perspektywy Belli.

## Okładka
Okładka książki przedstawia dwie figury szachowe. Na pierwszym planie widnieje Hetman (potocznie nazywany królową) – jest to figura najsilniejsza ze wszystkich figur. Z tyłu zaś na ostatniej linii widać czerwonego piona – najsłabszą figurę szachową – która zamienia się w wybraną przez gracza figurę – z reguły w hetmana. Symbolika okładki mówi nam o wyborze Belli, która przechodzi przemianę – z człowieka (czerwony pion) w dobrego wampira (biały Hetman).

## Tytuł
Polski tytuł powieści nie oddaje do końca znaczenia oryginału. Breaking Dawn to tak naprawdę „pierwszy brzask” (angielski synonim „breaking dawn” to „daybreak”, czyli właśnie brzask), jednak książka o takim tytule już istnieje na polskim rynku i prawdopodobnie stąd decyzja o zmianie. W odniesieniu do treści powieści tytuł ma znaczenie o tyle, że w dwóch słowach opowiada ostatni etap historii Belli. Ów „brzask”, czyli innymi słowy „początek nowego dnia” to ta wyczekiwana chwila, kiedy Edward i Bella będą już na zawsze mogli być razem - po przemianie głównej bohaterki w wampirzycę nastąpi dla ich historii niejako nowy początek, przełom w ich życiu. Polskie 'Przed świtem' odnosi się raczej do wydarzeń, które mają miejsce zanim ów nowy dzień dla Belli i Edwarda nastanie, ale ponieważ niejako tenże wyczekiwany „nowy dzień” zapowiada, można go uznać za dość udany.
Czasem spotyka się błędne amatorskie tłumaczenie „breaking dawn” jako „przełomowy świt” lub tym podobne, co bierze się stąd, że słówko „break” znaczy „łamać”. Jednak „breaking dawn” to swego rodzaju idiom i chodzi tu o przełamanie dnia z nocą, czyli właśnie świt, brzask. Dodatkowy „przełom” jest już najzupełniej zbędny (na tej samej zasadzie można by dosłownie tłumaczyć wyrażenie „at the crack of dawn” jako „na szczelinie świtu”, podczas kiedy oznacza ono ni mniej ni więcej, tylko po prostu „o świcie” lub „bladym świtem”). Ponieważ zaś w języku polskim nie funkcjonuje związek frazeologiczny „pierwszy świt” (raczej „blady świt”, co jednak występuje w nieco innej konfiguracji gramatycznej, patrz wyżej), „pierwszy brzask” najdokładniej oddaje znaczenie tytułu oryginalnego.